# Manuel Correia (Capitão)
Manuel Correia foi um dos Sete Capitães que desbravaram o território da Colônia do Brasil no século XVII. Em 1647, fez importante bandeira ao território do atual Goiás. Em 1683, Bartolomeu Bueno da Silva e seu filho homônimo, a frente de numerosa bandeira, chegaram no Rio das Mortes, seguindo o roteiro de Manuel Correia.